# Kovali, Horol
Kovali (în ucraineană Ковалі) este localitatea de reședință a comunei Kovali din raionul Horol, regiunea Poltava, Ucraina.

## Demografie
Componența lingvistică a localității Kovali
     Ucraineană (97,7%)
     Rusă (1,41%)
     Alte limbi (0,77%)
Conform recensământului din 2001, majoritatea populației localității Kovali era vorbitoare de ucraineană (97,7%), existând în minoritate și vorbitori de rusă (1,41%).